# Galàxies interactives Vorontsov-Veliamínov
Les galàxies interactives Vorontsov-Veliaminov són aquelles incloses en l'Atles i Catàleg de Galàxies interactives', per Borís Vorontsov-Veliamínov, R.I. Noskova i V.P. Arkhípova. Va ser publicat pel Consell Astronòmic de l'Acadèmia de Ciències de la URSS.
Es van publicar dues edicions, el 1959 i el 1977. L’atles i el catàleg contenen 852 sistemes interactius. La primera part publicada el 1959 contenia 355 galàxies interactives numerades VV1 a VV355, i la segona part publicada a la dècada de 1970 incloïa les numerades VV356 a VV852. El 2001 es van afegir 1162 objectes addicionals del Morphological Catalogue of Galaxies de Vorontsov-Veliamínov et al. Aquests objectes tenen números que van des del VV853 fins al VV2014.